# Araucária
Araucária là một đô thị thuộc bang Paraná, Brasil. Đô thị này có diện tích 469,166 km², dân số năm 2007 là 115849 người, mật độ 234,3 người/km².